# Qualia
Los qualia (singular: quale) son las cualidades subjetivas  de las experiencias individuales. Se refiere a la calidad subjetiva —pero, sobre todo, cualitativa, en contraposición a cuantitativa, de ahí el nombre— de nuestras experiencias, tales como la rojez del rojo, el sonido de una nota musical, el sabor de un alimento, lo doloroso del dolor, y sensaciones más abstractas y complejas como la felicidad, etc.
Las propiedades de las experiencias sensoriales son, por definición, epistemológicamente no cognoscibles en la ausencia de experiencia directa. La existencia o inexistencia de estas propiedades es un tema calurosamente debatido en la filosofía de la mente contemporánea. Los qualia han desempeñado un papel importante en la filosofía de la mente principalmente porque son vistos como una refutación de facto del materialismo reduccionista (ver el artículo sobre el problema mente-cuerpo). 
Mientras algunos filósofos de la mente materialistas como Daniel Dennett argumentan que los qualia no existen y son incompatibles con la neurociencia y el naturalismo, algunos neurobiólogos y neurólogos como Gerald Edelman, Antonio Damasio, Vilayanur S. Ramachandran, Giulio Tononi, Christof Koch y Rodolfo Llinás sostienen que los qualia sí existen y el deseo de eliminarlos se basa en una interpretación errónea por parte de algunos filósofos respecto de lo que constituye la ciencia.

## Definición
En el artículo de Thomas Nagel ¿Cómo es ser un murciélago? se introduce una rudimentaria definición de quale.
[...] al margen de cómo varíe la forma, el hecho de que un organismo tenga experiencias conscientes de ninguna forma significa, básicamente, que los determine a ser ese organismo.
Por su parte, Daniel Dennett identifica cuatro propiedades que son comúnmente adscritas a los qualia, esto es, los qualia son:[cita requerida]
1. Inefables; esto es, no pueden ser comunicados o aprendidos por otros medios diferentes de la experiencia directa.
2. Intrínsecos; esto es, son propiedades no relacionales, que no cambian dependiendo de la relación de la experiencia con otras cosas.
3. Privados; esto es, todas las comparaciones interpersonales de los qualia son sistemáticamente imposibles.
4. Directamente o inmediatamente aprehensibles en la conciencia; esto es, la experiencia de un quale es saber que uno experimenta un quale, y saber todo aquello que se puede saber acerca de ese quale.

Es importante notar que el quale no tiene el estatus de las propiedades observadas, las cuales existen seguramente, pero podrían ser erróneas. En su lugar, el concepto de qualia es el primero y el más dependiente de su propia definición, y la existencia de los qualia es predicada sobre la existencia de las propiedades que llenan su definición. Así si fuéramos a descubrir que existe una de tales propiedades como "qué es tener cierta experiencia" pero esta propiedad fuera conocible por otros, no sería un quale.

## Argumentos de la Qualia

### Thomas Nagel
En su artículo ¿Cómo es ser un murciélago?, Thomas Nagel expone cuatro principales ideas de las cuales los intérpretes de la qualia argumentan su existencia.[cita requerida]
1. El consciente de una persona necesita un carácter subjetivo que dicte el cómo es de las cosas.
2. Un organismo tiene estados de conciencia mental en el caso de que exista algo que interprete ¿cómo sería ser este organismo?, es decir, la existencia de algo parecido a este organismo.
3. Los métodos objetivos de la ciencia reduccionista nunca van a ser suficientes, ni aptos para explicar el aspecto subjetivo de la mente.
4. No existe concepción alguna que por medio de una teoría física de la mente incluya la subjetividad de las experiencias. Para hablar de la teoría física de la mente si antes reflexionar acerca del subjetivismo y objetivismo.

### Argumento zombi
Este argumento dicta que es inconcebible o concebible que existan duplicaciones físicas de las personas sin ninguna qualia (conocidas como «zombis filosóficos»), teniendo en cuenta que la qualia no se encuentra en una parte específica del cerebro.[cita requerida]
Si seguimos esta afirmación, el zombi sería un organismo que exteriormente trabajaría de la misma forma que trabaja un humano. Sin embargo, no tendría qualia, por lo cual el zombi no tendría una percepción subjetiva de la realidad. Por tanto, no podría ser un ser racional, y solo podría existir en el caso en el que la qualia estuviera separada del cerebro físico.[cita requerida]